# Pitkin
Pitkin is een plaats (town) in de Amerikaanse staat Colorado, en valt bestuurlijk gezien onder Gunnison County.

## Demografie
Bij de volkstelling in 2000 werd het aantal inwoners vastgesteld op 124.
In 2006 is het aantal inwoners door het United States Census Bureau geschat op 113, een daling van 11 (-8,9%).

## Geografie
Volgens het United States Census Bureau beslaat de plaats een oppervlakte van
0,7 km², geheel bestaande uit land. Pitkin ligt op ongeveer 2612 m boven zeeniveau.

## Plaatsen in de nabije omgeving
De onderstaande figuur toont nabijgelegen plaatsen in een straal van 48 km rond Pitkin.